# Clinosperma bracteale
Clinosperma bractealis là loài thực vật có hoa thuộc họ Arecaceae. Loài này được (Brongn.) Becc. mô tả khoa học đầu tiên năm 1920.